# Ivan Vakarciuk
Ivan Vakarciuk (în ucraineană Іван Вакарчук; n. 6 martie 1947, Brătușeni, raionul Edineț, Republica Moldova – d. 4 aprilie 2020, Lviv, Regiunea Liov, Ucraina) a fost un fizician ucrainean, rector al Universității „Ivan Franko” din Liov între anii 1990-2007; 2010-2013 și ministru al Educației și Științei din Ucraina (2007-2010). A fost decorat în 2007 cu titlul de Erou al Ucrainei, cel mai înalt titlu onorific care poate fi conferit unei persoane din Ucraina.
A fost un doctor în științe fizice și matematice, profesor, șef al departamentului de fizică teoretică, membru al Consiliului pentru știință și politică științifică și tehnică sub conducerea președintelui Ucrainei, membru al prezidiului Consiliului național al Congresului inteligenței ucrainene. 
S-a născut într-o familie de ucraineni din satul Brătușeni, RSS Moldovenească (actualmente raionul Edineț, Republica Moldova). A fost tatăl lui Sviatoslav Vakarciuk, vocalistul trupei ucrainene de muzică pop-rock Okean Elzî.